# Tata duch
Tata duch (ang. Ghost Dad) – amerykańska komedia fantastyczna z 1990. Znana też pod tytułem Duch taty.

## Treść
Elliot Hopper samotnie wychowuje trójkę dzieci - Danny'ego, Amandę i Diane. Pewnego dnia ulega wypadkowi samochodowemu i zapada w śpiączkę, w wyniku której może się już nie obudzić. Jego sprawy na ziemi nie są uporządkowane, dlatego pod postacią zjawy próbuje doprowadzić wszystko do końca.

## Obsada
- Bill Cosby - Elliot Hopper
- Kimberly Russell - Diane Hopper
- Denise Nicholas - Joan
- Salim Grant - Danny Hopper
- Brooke Fontaine - Amanda Hopper
- Ian Bannen - Edith
- Barry Corbin - Emery Collins
- Dana Ashbrook - Tony Ricker
- Omar Gooding - Stuart
- Arnold Stang - Cohen
- Dakin Matthews - Seymour
- Raynor Scheine - Curtis Burch